# Fonseca
Fonseca ist ein ursprünglich ortsbezogener spanischer und portugiesischer Familienname für eine Person, die nahe einer versiegten Quelle bzw. eines ausgetrockneten Brunnens lebte, abgeleitet von lateinisch fons (Quelle, Brunnen) und sicca (trocken).

## Namensträger

### A
- Ademar Fonseca (1963–2017), brasilianischer Fußballtrainer
- Ademilde Fonseca (1921–2012), brasilianische Sängerin
- Adolfo Miguel Castaño Fonseca (* 1962), mexikanischer Geistlicher, Weihbischof in Mexiko-Stadt
- Alexandra Fonseca (* 1970), brasilianische Beachvolleyballspielerin
- Alonso de Fonseca I. (1418–1473), spanischer Geistlicher, Bischof von Ávila
- Alonso de Fonseca II. (1440–1512), spanischer Geistlicher, Bischof von Ávila
- Alonso de Fonseca III. (1476–1534), spanischer Geistlicher, Erzbischof von Compostela
- Andy Fonseca (* 1996), uruguayischer Fußballspieler
- Anton Eduard Wollheim da Fonseca (1810–1884), deutscher Schriftsteller, Dramaturg, Sprachwissenschaftler und Diplomat
- António III Bernardo da Fonseca Moniz (1789–1859), portugiesischer Bischof
- António Valente da Fonseca (1884–1972), portugiesischer Geistlicher und Bischof
- Armindo Fonseca (* 1989), französischer Radrennfahrer

### B
- Beatriz Fonseca (* 1998), portugiesische Fußballspielerin
- Bernardo da Silveira Pinto da Fonseca (1780–1830), portugiesischer Offizier und Kolonialverwalter
- Branquinho da Fonseca (1905–1974), portugiesischer Schriftsteller

### C
- Carlos Fonseca (1936–1976), nicaraguanischer Befreiungskämpfer
- Carlos Fonseca (Fußballspieler) (* 1987), portugiesischer Fußballspieler
- Carlos Eduardo Sette Câmara da Fonseca Costa (* 1949), brasilianischer Diplomat
- Carolyn de Fonseca (1929–2009), US-amerikanische Schauspielerin
- Catia Fonseca (* 1969), brasilianische Fernsehmoderatorin
- Cosimo Damiano Fonseca (1932–2025), italienischer Historiker

### D
- Daniel Fonseca (* 1969), uruguayischer Fußballspieler
- Danny Fonseca (* 1979), costa-ricanischer Fußballspieler
- David Fonseca (* 1973), portugiesischer Musiker und Sänger
- David Corrêa da Fonseca (* 1995), brasilianischer Fußballspieler
- Devair Araújo da Fonseca (* 1968), brasilianischer Geistlicher, Bischof von Piracicaba
- Duduka da Fonseca (* 1951), brasilianischer Schlagzeuger

### E
- Edgar Fonseca (* 1981), kolumbianischer Radrennfahrer
- Edivaldo Martins da Fonseca (1962–1993), brasilianischer Fußballspieler
- Eleonora Fonseca Pimentel (1752–1799), portugiesische Dichterin
- Ernesto Fonseca Carrillo (* 1930), mexikanischer Drogenhändler

### F
- Ferdinand Joseph Fonseca (1925–2015), indischer Geistlicher, Weihbischof in Bombay
- Flor Isava Fonseca (1921–2020), venezolanische Journalistin, Autorin und Sportfunktionärin
- Francis Fonseca (* 1967), belizischer Politiker und Parteifunktionär
- Francisco Fonseca (* 1979), mexikanischer Fußballspieler
- Fumilay da Fonseca (* 1988), são-toméische Leichtathletin

### G
- Gaspar do Rego da Fonseca († 1639), portugiesischer Geistlicher, Bischof von Porto
- Gonzalo Fonseca (1922–1997), uruguayischer Bildhauer und Maler
- Graça Fonseca (* 1971), portugiesische Juristin und Politikerin
- Gregg Fonseca (1952–1994), amerikanischer Szenenbildner

### H
- Harold Fonseca (* 1993), honduranischer Fußballspieler
- Harry Eugene Fonseca (1946–2006), US-amerikanischer Künstler aus dem Volk der Nisenan
- Heitor Rodrigues da Fonseca (* 2000), brasilianischer Fußballspieler
- Henrique Sereno Fonseca (* 1985), portugiesischer Fußballspieler, siehe Henrique Sereno
- Hermann da Fonseca-Wollheim (1851–1938), deutscher Konteradmiral
- Hermes da Fonseca (1855–1923), brasilianischer Marschall, Politiker und Präsident
- Hermógenes Fonseca (1908–??), brasilianischer Fußballspieler

### I
- Irene Fonseca (* 1956), portugiesisch-amerikanische Mathematikerin und Hochschullehrerin
- Isaac Aboab da Fonseca (1605–1693), portugiesisch-niederländischer Rabbi, Gelehrter, Kabbalist und Schriftsteller

### J
- João Fonseca (Fußballspieler) (* 1948), portugiesischer Fußballspieler und -trainer
- João Fonseca (Filmproduzent), portugiesischer Filmproduzent, Schauspieler und Regieassistent
- João Fonseca (Tennisspieler) (* 2006), brasilianischer Tennisspieler
- João de Barros Ferreira da Fonseca (1899–1968), portugiesischer Diplomat
- João Corregedor da Fonseca (Journalist) (1873–1921), portugiesischer Journalist
- João Corregedor da Fonseca (Politiker) (* 1938), portugiesischer Politiker
- João Vicente da Fonseca († 1587), Patriarch von Ostindien
- Joaquim da Fonseca, osttimoresischer Menschenrechtsaktivist und Diplomat
- Jorge Fonseca (* 1992), portugiesischer Judoka
- Jorge Carlos Fonseca (* 1950), kapverdischer Politiker
- José Fonseca (Fußballspieler, 1990) (José Israel Fonseca Zelaya; * 1990), honduranischer Fußballspieler
- José Fonseca (Fußballspieler, 1994) (José Carlos da Fonseca; * 1994), osttimoresischer Fußballspieler
- José Fonseca e Costa (1933–2015), portugiesischer Filmregisseur
- José Belard da Fonseca (1889–1969), portugiesischer Bauingenieur
- José Carlos da Fonseca (Politiker, 1931) (1931–2007), brasilianischer Jurist und Politiker
- José Carlos da Fonseca Júnior (* 1960), brasilianischer Diplomat und Politiker
- José Francisco Fonseca Guzmán (Kikin; * 1979), mexikanischer Fußballspieler, siehe Francisco Fonseca
- José Francisco Montes Fonseca (1830–1888), honduranischer Politiker, Präsident 1862 bis 1863
- José Henrique Fonseca (* 1964), brasilianischer Regisseur
- José Manuel Prostes da Fonseca (1933–2013), portugiesischer Politiker
- José II. Maria da Fonseca de Évora (1690–1752), portugiesischer Geistlicher, Bischof von Porto
- Juan Fernando Fonseca (* 1979), kolumbianischer Sänger
- Juan Domingo de Zuñiga y Fonseca (1640–1716), Statthalter der spanischen Niederlande
- Juan Rodríguez de Fonseca (1451–1524), spanischer Staatsmann und Bischof
- Julio Fonseca (1885–1950), costa-ricanischer Komponist
- Juninho Fonseca (* 1958), brasilianischer Fußballspieler

### K
- Kristina da Fonseca-Wollheim (* 1972), deutsche Leichtathletin

### L
- Leandro Fonseca (* 1975), brasilianischer Fußballspieler
- Leone Maciel Fonseca, brasilianischer Politiker
- Lília da Fonseca (1906–1991), portugiesische Journalistin und Schriftstellerin
- Luis Gonzaga da Fonseca, Ordensgeistlicher, Autor und Hochschullehrer am päpstlichen Bibelinstitut in Rom
- Luís de Matos Monteiro da Fonseca (* 1944), kapverdischer Diplomat
- Lyndsy Fonseca (* 1987), US-amerikanische Schauspielerin

### M
- Mabel Fonseca (* 1972), puerto-ricanische Ringerin
- Manuel da Fonseca (1911–1993), portugiesischer Schriftsteller
- Manuel Deodoro da Fonseca (1827–1892), brasilianischer Militär und Politiker, Präsident 1891
- Manuel Pinto de Fonseca (1681–1773), portugiesischer Großmeister des Malteserordens
- Miguel da Fonseca (auch Manuel da Fonseca), portugiesischer Komponist

### N
- Natália Fonseca (* 1998), angolanische Handballspielerin
- Nelly Fonseca (1920–1963), peruanische Dichterin
- Nirley da Silva Fonseca (* 1988), brasilianischer Fußballspieler

### P
- Paulo Fonseca (* 1973), portugiesischer Fußballspieler und -trainer
- Paulo César Fonseca Nunes (* 1979), brasilianischer Fußballspieler
- Pedro da Fonseca (Kardinal) († 1422), portugiesischer Kardinal
- Pedro da Fonseca (Philosoph) (1528–1599), portugiesischer Philosoph, Jesuit und Theologe

### R
- Ramón Fonseca Mora (1952–2024), panamaischer Schriftsteller, Rechtsanwalt und Mitbegründer des Unternehmens Mossack Fonseca
- Rebelo da Fonseca, portugiesischer Önologe
- Ricardo Fonseca (* 1981), portugiesischer Handballschiedsrichter
- Roberto Fonseca (* 1975), kubanischer Jazzmusiker
- Rolando Fonseca (* 1974), costa-ricanischer Fußballspieler
- Rolando Jorge Pires da Fonseca (* 1985), portugiesischer Fußballspieler
- Rubem Fonseca (1925–2020), brasilianischer Schriftsteller

### S
- Sara Fonseca (* 1978), deutsche Schauspielerin

### T
- Tomás da Fonseca (1877–1968), portugiesischer Politiker und Schriftsteller

### W
- Wilson Rodrigues Fonseca (* 1985), brasilianischer Fußballspieler

### Z
- Zélia Fonseca (* 1960), brasilianische Gitarristin

## Sonstiges
- Fonseca (Neapel), ein Stadtteil von Neapel
- Fonseca (Kolumbien), eine Gemeinde in La Guajira
- Fonseca (Insel), eine Phantominsel im Atlantischen Ozean
- Fonseca (Zigarre), eine kubanische oder dominikanische Zigarrenmarke
- Fonseca (Portwein), ein Hersteller von Portwein